# Toshiaki Imai
Toshiaki Imai (今井 敏明, Imai Toshiaki, Saitama, 29 december 1954) is een Japans voormalig voetballer en voetbaltrainer.

## Carrière
In 1973 ging Imai naar de Waseda-universiteit, waar hij in het schoolteam voetbalde. Nadat hij in 1977 afstudeerde, ging Imai spelen voor Fujitsu, de voorloper van Kawasaki Frontale. Imai beëindigde zijn spelersloopbaan in 1981.
In 1993 startte Imai zijn trainerscarrière bij zijn Tokyo Gas. In 2000 werd Imai trainer van ex-club Kawasaki Frontale. Vanaf 2005 tot op heden is hij coach geweest bij Taiwanees voetbalelftal, Taiwanees voetbalelftal en Mongolisch voetbalelftal.